# Dorfdisko (Album)
Dorfdisko ist das Debütalbum des deutschen Rappers Finch Asozial. Es erschien am 8. März 2019 über die Labels Walk This Way Records und Warner Music als Standard-Edition und Deluxe-Boxset, inklusive u. a. der Vorglühen EP und Instrumentals.

## Inhalt und Musikstil
Auf dem Album bezieht sich Finch Asozial textlich häufig auf seine ostdeutsche Herkunft. Weitere Themen sind Partys und Alkohol. Einige Lieder enthalten auch Einflüsse aus den Genres Elektronische Tanzmusik und Partyschlager.

## Produktion
Patrick Thiede fungierte bei dem Album als Executive Producer. Alle Lieder der Standard-Edition wurden von den Musikproduzenten Daniel Großmann und Matthias Mania produziert. Zudem stammen auf der Bonus-EP Vorglühen vier Produktionen von Neo Unleashed und eine von Morlockk Dilemma.

## Covergestaltung
Das Albumcover zeigt Finch Asozial, der den Betrachter anblickt und vor einem verlassenen Gebäude steht, an dem der Schriftzug Dorfdisko leuchtet. Am oberen Bildrand befindet sich zudem der gelbe Schriftzug Finch Asozial.

## Gastbeiträge
Auf drei Liedern des Albums treten neben Finch Asozial weitere Künstler in Erscheinung. So ist der Song Ossi California eine Kollaboration mit dem Rapper Plusmacher. Der Sänger Big Mike ist auf Der letzte echte Macho zu hören und der Schlagersänger Achim Petry unterstützt Finch Asozial auf Wir sind hier. Zudem enthält die Bonus-EP Gastauftritte der Rapper Asi, MC Bomber, Tamas, King Orgasmus One und Morlockk Dilemma.

## Titelliste
| #  | Titel                  | Gastbeiträge | Produzent                       | Länge |
| -- | ---------------------- | ------------ | ------------------------------- | ----- |
| 1  | Intro                  |              | Daniel Großmann, Matthias Mania | 2:22  |
| 2  | Goldi & Korn           |              | Daniel Großmann, Matthias Mania | 3:03  |
| 3  | Heckspoilermucke       |              | Daniel Großmann, Matthias Mania | 3:03  |
| 4  | Richtiger Saufen       |              | Daniel Großmann, Matthias Mania | 2:43  |
| 5  | Kurzurlaub             |              | Daniel Großmann, Matthias Mania | 3:44  |
| 6  | 601                    |              | Daniel Großmann, Matthias Mania | 4:00  |
| 7  | Eskalation             |              | Daniel Großmann, Matthias Mania | 3:21  |
| 8  | Ossi California        | Plusmacher   | Daniel Großmann, Matthias Mania | 2:48  |
| 9  | Diskoaids              |              | Daniel Großmann, Matthias Mania | 2:06  |
| 10 | Abfahrt                |              | Daniel Großmann, Matthias Mania | 3:26  |
| 11 | Der letzte echte Macho | Big Mike     | Daniel Großmann, Matthias Mania | 3:33  |
| 12 | DJ Heiko               |              | Daniel Großmann, Matthias Mania | 2:47  |
| 13 | Landleben              |              | Daniel Großmann, Matthias Mania | 3:23  |
| 14 | Wir sind hier          | Achim Petry  | Daniel Großmann, Matthias Mania | 3:12  |
| 15 | Wenn ich geh           |              | Daniel Großmann, Matthias Mania | 2:28  |

Vorglühen EP (in der Deluxe-Box)
| # | Titel                | Gastbeiträge      | Produzent        | Länge |
| - | -------------------- | ----------------- | ---------------- | ----- |
| 1 | Sportfreunde Cordoba | Asi               | Neo Unleashed    | 3:01  |
| 2 | Ohne Kondom          | MC Bomber         | Neo Unleashed    | 2:37  |
| 3 | Frank Thunderdome    | Tamas             | Neo Unleashed    | 2:39  |
| 4 | Supernasen           | King Orgasmus One | Neo Unleashed    | 2:53  |
| 5 | Totenschein          | Morlockk Dilemma  | Morlockk Dilemma | 2:57  |

+ alle Instrumentals

## Chartplatzierungen und Singles
Dorfdisko stieg am 15. März 2019 auf Platz zwei in die deutschen Albumcharts ein und war neun Wochen in den Top 100 vertreten. In Österreich erreichte das Album Rang 18 und in der Schweiz Position 32.
Am 3. Oktober 2018 wurde mit Richtiger Saufen die erste Single des Albums veröffentlicht, bevor am 9. November die zweite Auskopplung 601 folgte. Am 14. Dezember 2018 erschien Abfahrt als dritte Single, die Platz 63 der deutschen Charts erreichte, was für Finch Asozial den ersten Charteinstieg bedeutete. Zudem wurde am Erscheinungstag des Albums ein Musikvideo zu Der letzte echte Macho veröffentlicht. Am 20. April 2019 erschien ein weiteres Video zu Eskalation, das auf der Dorfdisko-Tour gedreht wurde.

## Rezeption
| Professionelle Bewertungen | Professionelle Bewertungen |
| -------------------------- | -------------------------- |
| Kritiken                   |                            |
| Quelle                     | Bewertung                  |
| laut.de                    | [ 6 ]                      |

Anastasia Hartleib von laut.de bewertete Dorfdisko mit zwei von möglichen fünf Punkten. Sie schreibt, das Album klinge „ganz genauso, wie ich es mir vorgestellt habe. Auf abgedrehten Rummelbums-Beats rappt oder singt Finch Asozial über Saufen, Titten, Drogen, Autos, Ficken und Kumpels.“ Dorfdisko hafte „eine Rückständigkeit an, die glorifiziert wird, vielleicht aber einmal überdacht werden sollte.“ Trotz ironischem Unterton spiegele es „doch eine ziemlich unironische Realität wider, in der immer noch erschreckend viele Menschen glauben, jeder Homosexuelle habe AIDS, jeder Behinderte sei nicht normal und jede Frau im Grunde nur zum Kochen und gefickt werden da.“ Dennoch zeige Finch „sein Talent als Rapper. Er erzählt Geschichten und entwirft fast filmreife Szenarien, er beherrscht die Kunst des Wortejonglierens.“
Lukas Päckert von MZEE schrieb in einer recht positiven Kritik, dass Finch „genau das, was man von ihm erwartet“ liefere und gleichzeitig „seine Skills in Rap und Gesang“ beweise. Er betonte die Selbstironie, mit der Finch arbeite und lobte zugleich die Produktion des Albums. Als Fazit hielt er fest: „Wer also ein bisschen ostdeutsches Dorfdisko-Flair für daheim will, ist hier goldrichtig. Wer jedoch Niveau sucht, sollte lieber einen großen Bogen um dieses Debütalbum machen.“